# Trimma macrophthalmum
Trimma macrophthalmum es una especie de peces de la familia de los Gobiidae en el orden de los Perciformes.

## Morfología
Los machos pueden llegar a alcanzar los 2,5 cm de longitud total.

## Hábitat
Es un pez de  Mar y de clima tropical y asociado a los  arrecifes de coral hasta los 30 m de profundidad.

## Distribución geográfica
Se encuentra desde el África Oriental (incluyendo Sodwana Bay, Sudáfrica) hasta Fiyi, el Japón y Tonga.

## Observaciones
Es inofensivo para los humanos.